# Trichalophus leucon
Trichalophus leucon (лат.) — сибирский вид жуков-слоников (Curculionidae). Один из самых обширно распространённых видов горного рода Trichalophus.

## Распространение
Типичный вид сибирской таёжной фауны. Обычный вид западной части Сибири и довольно многочисленный вид, населяющий равнинные темнохвойные, смешенные и широколиственные леса.

## Экология и местообитания
Встретить можно в кустарниковых зарослях по берегам рек, черневых лесах и реликтовых липняках низкогорной Алатау.

### Питание
Забредая в сады жуки питаются, главным образом, на чёрной смородине (Ribes nigrum) и смородине щетинистой (Ribes hispidulum), а также на малиннике (Rubus idaeus), яблоне домашней (Malus domestica), черноплодной аронии (Aronia melanocarpa) и жимолости обыкновенной (Lonicera xylosteum). Trichalophus leucon также может вредить культурной смородине.

## Развитие
Жизненный цикл вида длится два года. Крупные размеры и чёткая локальная приуроченность всех стадий развития к основным кормовым растениям и хорошая выживаемость облегчает изучение биологии этого жука.
Trichalophus leucon зимует и в личиночной и в имагональной стадиях различных возрастов, возможно, также и в куколочной стадии. Жуки появляются на кормовых растениях с середины мая и до конца августа. На протяжении этого времени численность популяции остаётся довольно высокой, а именно до 6 особей на один куст ягодника (смородины) при соотношении полов один к одному.
Спаривание отмечалось с момента выхода жуков с зимовки до начала августа. Кладка яиц в различных областях отлична. То есть в Томской области это происходит со второй декады мая по первую — августа, а в Кузнецком Алатау — с конца мая по середину августа. Копуляция происходит несколько раз; в садах от 4 до 12 раз за месяц. Самка готова откладывать яйца уже через 2—10 дней. Яйца откладываются по одному на поверхность почвы или в её верхнем слое под кормовым растением; при содержании в садке — на его дно или на лист смородины. Самка откладывает все яйца на протяжении месяца. Инкубация (эмбриональное развитие) длится в среднем от 30 до 32 дней. Вылупившиеся личинки длиной достигают 2 мм и имеют хорошо развитые челюсти; в момент находки корня кормового растения (смородины) и начинают выгрызать в нём отверстие, затем попадают под кору, где и будет в дальнейшем протекать развитие.
Из-за растянутого периода развития в почве одновременно можно наблюдать личинки разных возрастов.